# Campionato d'Asia per club 1969
Il Campionato d'Asia per club 1969 è stata la 2ª edizione del massimo torneo calcistico asiatico per squadre di club maggiori maschili.
Per la seconda volta consecutiva il torneo andò alla squadra campione d'Israele: sconfiggendo a Bangkok i sudcoreani dello Yangzee, il Maccabi Tel Aviv si laureò campione d'Asia.

## Formula
Alla manifestazione sono ammesse dieci squadre, equamente ripartite in due gironi all'italiana. Le prime e le seconde classificate dei due gironi hanno accesso alla fase ad eliminazione diretta: le vincenti delle semifinali (organizzate come sfide incrociate tra la prima e la seconda dei due gironi) si giocano il titolo nella finalissima, mentre le perdenti si incontrano nella finale per il terzo posto. Tutti gli incontri si sono svolti a Bangkok, in Thailandia.

## Squadre partecipanti
- Yangzee
- Manila Lions
- Toyo Kogyo
- Kowloon Motor Bus
- Mysore State

- Persepolis
- Maccabi Tel Aviv
- Perak
- Bangkok Bank
- Vietnam Police

## Risultati

### Fase a gironi

#### Gruppo A
| Squadra        | P.ti | G | V | P | S | RF | RS | DR  |
| -------------- | ---- | - | - | - | - | -- | -- | --- |
| Yangzee        | 8    | 4 | 4 | 0 | 0 | 17 | 1  | +16 |
| Mysore State   | 5    | 4 | 2 | 1 | 1 | 5  | 8  | −3  |
| Bangkok Bank   | 4    | 4 | 1 | 2 | 1 | 6  | 3  | +3  |
| Vietnam Police | 3    | 4 | 1 | 1 | 2 | 10 | 7  | +3  |
| Manila Lions   | 0    | 4 | 0 | 0 | 4 | 1  | 20 | −19 |

| Bangkok 15 gennaio 1969 | Bangkok Bank | 1 – 1 | Vietnam Police |  |

| Bangkok 15 gennaio 1969 | Yangzee | 5 – 0 | Mysore State |  |

| Bangkok 17 gennaio 1969 | Vietnam Police | 7 – 0 | Manila Lions |  |

| Bangkok 19 gennaio 1969 | Mysore State | 1 – 1 | Bangkok Bank |  |

| Bangkok 20 gennaio 1969 | Yangzee | 7 – 0 | Manila Lions |  |

| Bangkok 21 gennaio 1969 | Mysore State | 2 – 1 | Vietnam Police |  |

| Bangkok 22 gennaio 1969 | Yangzee | 1 – 0 | Bangkok Bank |  |

| Bangkok 23 gennaio 1969 | Mysore State | 2 – 1 | Manila Lions |  |

| Bangkok 24 gennaio 1969 | Yangzee | 4 – 1 | Vietnam Police |  |

| Bangkok 26 gennaio 1969 | Bangkok Bank | 4 – 0 | Manila Lions |  |

#### Gruppo B
| Squadra           | P.ti | G | V | P | S | RF | RS | DR  |
| ----------------- | ---- | - | - | - | - | -- | -- | --- |
| Maccabi Tel Aviv  | 6    | 4 | 2 | 2 | 0 | 9  | 3  | +6  |
| Toyo Kogyo        | 6    | 4 | 3 | 0 | 1 | 6  | 3  | +3  |
| Persepolis        | 5    | 4 | 2 | 1 | 1 | 8  | 3  | +5  |
| Perak             | 3    | 4 | 1 | 1 | 2 | 9  | 9  | 0   |
| Kowloon Motor Bus | 0    | 4 | 0 | 0 | 4 | 2  | 16 | −14 |

| Arbitro: | Wanchai |

|                                 |           |                           |
| Asis 44’ Spiegel 63’ Shikva 68’ | Marcatori | 15’ Kuwata 74’ (rig.) Ogi |

| Bangkok 16 gennaio 1969 | Perak | 6 – 2 | Kowloon Motor Bus |  |

| Bangkok 17 gennaio 1969                         | Toyo Kogyo | 1 – 0 | Persepolis | Stadio Nazionale |
| \| \| \| \| \| Matsumoto 47’ \| Marcatori \| \| |            |       |            |                  |
|                                                 |            |       |            |                  |
| Matsumoto 47’                                   | Marcatori  |       |            |                  |

| Bangkok 19 gennaio 1969, ore 15:45 UTC+7                                   | Maccabi Tel Aviv | 5 – 0 referto | Kowloon Motor Bus | Stadio Nazionale |
| \| \| \| \| \| Shikva 6’ Spiegel 23’, 66’ Asis 34’, 67’ \| Marcatori \| \| |                  |               |                   |                  |
|                                                                            |                  |               |                   |                  |
| Shikva 6’ Spiegel 23’, 66’ Asis 34’, 67’                                   | Marcatori        |               |                   |                  |

| Bangkok 19 gennaio 1969 | Persepolis | 4 – 2 | Perak |  |

| Bangkok 21 gennaio 1969 | Toyo Kogyo | 1 – 0 | Kowloon Motor Bus |  |

| Arbitro: | Song Rok-Kwon |

|           |           |               |
| Cohen 64’ | Marcatori | 43’ Ben Yusuf |

| Bangkok 23 gennaio 1969 | Persepolis | 4 – 0 | Kowloon Motor Bus |  |

| Bangkok 24 gennaio 1969 | Toyo Kogyo | 2 – 0 | Perak |  |

| Bangkok 26 gennaio 1969, ore 15:45 UTC+7 | Maccabi Tel Aviv | 0 – 0 referto | Persepolis | Stadio Nazionale (35 000 spett.)\| Arbitro: \| Wanchai \| |
| Arbitro:                                 | Wanchai          |               |            |                                                           |

### Fase a eliminazione diretta

#### Semifinali
| Arbitro: | Luk Tat-Sun |

|                                                     |           |                     |
| Spiegel 1’, 59’, 85’ Shikva 18’ Cohen 58’ Talbi 79’ | Marcatori | 26’ (rig.) Nakadran |

| Bangkok 28 gennaio 1969 | Yangzee | 2 – 0 | Toyo Kogyo |  |

#### Finale per il terzo posto
| Bangkok 30 gennaio 1969 | Toyo Kogyo | 2 – 0 | Mysore State |  |

#### Finale
| Arbitro: | Wanchai |

|              |           |  |
| Bar-Nur 112’ | Marcatori |  |